# Апостол Николаев-Струмски
Апостол Николаев Николаев-Струмски е български композитор и хоров диригент.

## Биография
Роден е на 29 март 1886 година в София, в семейството на Николай Николаев, музикант и бесарабски българин. Композира и ръководи църковни хорове, като от 1935 година е регент на патриаршеската катедрала „Свети Александър Невски“, а по-късно на митрополитската катедрала „Света Неделя“. Сред най-известните му работи е музика за „Велико славословие“, която днес е сред най-често изпълняваните композиции православна музика.
Апостол Николаев-Струмски умира на 23 септември 1971 година в София.